# Ezti-Beltza
Ezti-Beltza es el nombre de una variedad cultivar de manzano (Malus domestica) Está cultivada en la colección del Banco de Germoplasma del manzano de la Universidad Pública de Navarra con el N.º BGM004, ejemplares procedentes de esquejes localizados en Elizondo la capital  del Valle de Baztán, Navarra.

## Sinónimos
- "Manzana Ezti-Beltza",[7]
- "Manzana Negra-Miel",
- "Ezti-Beltza Sagarra",[8][9][10][11][12]

## Características
El manzano de la variedad 'Ezti-Beltza' tiene un vigor alto. El árbol tiene tamaño medio y porte semi-erecto, con tendencia a ramificar media, con hábitos de fructificación en ramos cortos y largos; ramos con pubescencia fuerte; presencia de lenticelas escasa; grosor de los ramos grueso; longitud de los entrenudos media.
Las flores son de un tamaño medio; con la disposición de los pétalos superpuestos; color de la flor cerrada roja, y el color de la flor abierta 
blanco rosado; longitud de estilo / estambres más lagos; punto de soldadura del estilo cerca de la base; Época de floración tardía, con una duración de la floración media. Incompatibilidad de alelos S10 S?.
Las hojas tienen una longitud del limbo de tamaño medio, con color verde, pubescencia presente, con la superficie poco brillante. Forma del limbo es ovalado, forma del ápice apicular, forma de los dientes serrados, y la forma de la base del limbo redondeado. Plegamiento del limbo plegado, con porte horizontal; estípulas filiformes; longitud del pecíolo medio.
La variedad de manzana 'Ezti-Beltza' tiene un fruto de tamaño pequeño, de forma globoso cónica ancha; con color de fondo verde, con sobre color de importancia ausente, y una sensibilidad al "russeting" (pardeamiento áspero superficial que presentan algunas variedades) débil; con una elevación del pedúnculo que sobresale poco, grosor de pedúnculo medio, longitud del pedúnculo medio, anchura de la cavidad peduncular es media, profundidad cavidad pedúncular media, importancia del "russeting" en cavidad peduncular débil; profundidad de la cavidad calicina es media, anchura de la cavidad calicina es media, importancia del "russeting" en cavidad calicina débil; apertura de los lóbulos carpelares están cerrados; apertura del ojo cerrado; color de la carne crema; acidez débil, azúcar medio, y firmeza de la carne media.
Época de maduración y recolección tardía. Se usa como manzana de sidra.

## Susceptibilidades
- Oidio: ataque débil
- Moteado: ataque débil
- Fuego bacteriano: ataque fuerte
- Carpocapsa: ataque medio
- Pulgón verde: ataque medio
- Araña roja: ataque medio[4][15]